# リッリ (小惑星)
リッリ (2204 Lyyli) は軌道が火星軌道と交叉する火星横断小惑星である。
1943年3月、フィンランドの天文学者ユルィヨ・バイサラがトゥルクで発見した。

## 命名
ユルィヨ・バイサラの学生であったフィンランドのアマチュア天文家、リッリ・ヘイネーネン (Lyyli Heinänen、旧姓 Hartonen) にちなむ。この命名は1983年5月の小惑星回報で公表された。
彼女は学生時代の1927年にバイサラ干渉法の測定に協力しており、命名文には当時の労苦とともに彼女の助力が記されている。その後彼女は教員として中学校で数学を教えるかたわら、アマチュア天文家団体 Mikkelin Ursa 協会の会長を長らく務めた。
エスペラント語版Wikipediaでは、フィンランド・エスペラント協会の会員、(Lyyli Heinänen) が小惑星に命名されたとしている。